# Distrito electoral de Moorefield (condado de Frontier, Nebraska)
Moorefield (en inglés: Moorefield Precinct) es un distrito electoral ubicado en el condado de Frontier en el estado estadounidense de Nebraska. En el Censo de 2010 tenía una población de 96 habitantes y una densidad poblacional de 1,02 personas por km².

## Geografía
Moorefield se encuentra ubicado en las coordenadas 40°39′7″N 100°22′20″O / 40.65194, -100.37222. Según la Oficina del Censo de los Estados Unidos, Moorefield tiene una superficie total de 93.91 km², de la cual 93.76 km² corresponden a tierra firme y (0.16%) 0.15 km² es agua.

## Demografía
Según el censo de 2010, había 96 personas residiendo en Moorefield. La densidad de población era de 1,02 hab./km². De los 96 habitantes, Moorefield estaba compuesto por el 97.92% blancos, el 0% eran afroamericanos, el 1.04% eran amerindios, el 0% eran asiáticos, el 0% eran isleños del Pacífico, el 0% eran de otras razas y el 1.04% pertenecían a dos o más razas. Del total de la población el 1.04% eran hispanos o latinos de cualquier raza.